# Erik Dueñas
Erik Dueñas (Los Angeles, 18 ottobre 2004) è un calciatore statunitense, difensore dell'Houston Dynamo.

## Carriera
Cresciuto nel settore giovanile del Los Angeles FC, debutta in prima squadra il 14 ottobre 2020, in occasione dell'incontro di MLS perso per 2-1 contro i Vancouver Whitecaps.

## Statistiche

### Presenze e reti nei club
Statistiche aggiornate al 12 aprile 2023.
| Stagione                | Squadra                 | Campionato              | Campionato | Campionato | Coppe nazionali | Coppe nazionali | Coppe nazionali | Coppe continentali | Coppe continentali | Coppe continentali | Altre coppe | Altre coppe | Altre coppe | Totale | Totale |
| Stagione                | Squadra                 | Comp                    | Pres       | Reti       | Comp            | Pres            | Reti            | Comp               | Pres               | Reti               | Comp        | Pres        | Reti        | Pres   | Reti   |
| ----------------------- | ----------------------- | ----------------------- | ---------- | ---------- | --------------- | --------------- | --------------- | ------------------ | ------------------ | ------------------ | ----------- | ----------- | ----------- | ------ | ------ |
| 2020                    | Los Angeles FC          | MLS                     | 2          | 0          |                 | -               | -               | CCL                | 0                  | 0                  |             | -           | -           | 2      | 0      |
| lug.-dic. 2021          | Las Vegas Lights        | USLC                    | 6          | 0          |                 | -               | -               |                    | -                  | -                  |             | -           | -           | 6      | 0      |
| 2022                    | Las Vegas Lights        | USLC                    | 11         | 0          |                 | -               | -               |                    | -                  | -                  |             | -           | -           | 11     | 0      |
| Totale Las Vegas Lights | Totale Las Vegas Lights | Totale Las Vegas Lights | 17         | 0          |                 | -               | -               |                    | -                  | -                  |             | -           | -           | 17     | 0      |
| 2023                    | Los Angeles FC          | MLS                     | 2          | 0          | USOC            | 0               | 0               | CCL                | 3                  | 0                  |             | -           | -           | 5      | 0      |
| Totale Los Angeles FC   | Totale Los Angeles FC   | Totale Los Angeles FC   | 4          | 0          |                 | 0               | 0               |                    | 3                  | 0                  |             | -           | -           | 7      | 0      |
| Totale carriera         | Totale carriera         | Totale carriera         | 21         | 0          |                 | 0               | 0               |                    | 3                  | 0                  |             | -           | -           | 24     | 0      |

## Palmarès
- Lamar Hunt U.S. Open Cup: 1

Los Angeles FC: 2024